# Edward Łukasik
Edward Łukasik (ur. 16 marca 1926 w Wilkołazie, zm. 30 czerwca 2023 w Poznaniu) – generał brygady Wojska Polskiego, działacz państwowy i partyjny, polityk, poseł na Sejm PRL IX kadencji.

## Życiorys
Podczas wojny od 1940 roku przebywał na robotach przymusowych w Niemczech, jako robotnik rolny w pobliżu Halle. Do służby wojskowej powołany w kwietniu 1947 przez Rejonową Komendę Uzupełnień w Lublinie. Służył jako żołnierz służby zasadniczej w 2 samodzielnym dywizjonie artyleryjskim rozpoznania pomiarowego w Toruniu. Po ukończeniu dywizjonowej szkoły podoficerskiej w stopniu kaprala, od maja 1948 był starszym fotografem-odszyfrowywaczem. W latach 1949–1950 był słuchaczem Oficerskiej Szkoły Politycznej im. Ludwika Waryńskiego w Łodzi. Po jej ukończeniu w lipcu 1950 został promowany na stopień chorążego przez wiceministra obrony narodowej gen. bryg. Mariana Naszkowskiego. Następnie objął stanowisko zastępcy dowódcy do spraw politycznych 2 baterii 1 dywizjonu w Samodzielnym Pułku Artyleryjskim Rozpoznania Pomiarowego w Bemowie Piskim. Od marca 1951 był zastępcą do spraw politycznych dowódcy baterii szkolnej, a od sierpnia 1951 pełnił obowiązki zastępcy do spraw politycznych dowódcy dywizjonu szkolnego. Od sierpnia 1952 pełnił obowiązki, a od lutego 1954 był zastępcą do spraw politycznych dowódcy 32 Samodzielny Pułk Artylerii OPL, który stacjonował w Mrzeżynie i Bydgoszczy. W latach 1956–1959 był słuchaczem Wojskowego Ośrodka Szkolenia Ogólnokształcącego w Łodzi. W latach 1959–1961 był instruktorem propagandy w Oddziale Politycznym Dowództwa Wojsk Lotniczych i Obrony Przeciwlotniczej Obszaru Kraju w Warszawie  W latach 1961–1965 studiował i uzyskał tytuł zawodowy magistra pedagogiki na Wydziale Pedagogiczno-Politycznym Wojskowej Akademii Politycznej im. Feliksa Dzierżyńskiego w Warszawie. Po ukończeniu akademii był w latach 1965–1969 starszym instruktorem politycznym Zarządu Wojskowej Służby Wewnętrznej Wojsk Obrony Powietrznej Kraju i Inspektoratu Lotnictwa. W lipcu 1969 został szefem Oddziału Kultury i Oświaty Zarządu Politycznego WOPK, a we wrześniu 1969 sekretarzem Komitetu Partyjnego – zastępcą szefa Zarządu Politycznego WOPK. Od listopada 1975 pełnił obowiązki, a od marca 1977 do czerwca 1982 był zastępcą dowódcy Wojsk Lotniczych do spraw politycznych – szefem Zarządu Politycznego Wojsk Lotniczych. W październiku 1977 awansowany uchwałą Rady Państwa PRL do stopnia generała brygady. Nominację wręczył mu w Belwederze 12 października 1977 I sekretarz Komitetu Centralnego PZPR i członek Rady Państwa Edward Gierek. 
Od 2 marca 1949 do 1950 należał do toruńskiego Związku Młodzieży Polskiej. 25 marca 1950 wstąpił do Polskiej Zjednoczonej Partii Robotniczej. W latach 1975–1981 był członkiem Centralnej Komisji Kontroli Partyjnej PZPR. Od 1978 do czerwca 1981 był członkiem egzekutywy Komitetu Wojewódzkiego PZPR w Poznaniu. 5 lutego 1982 ponownie został członkiem egzekutywy KW w Poznaniu. W czerwcu 1982 został urlopowany do pracy poza wojskiem w związku z objęciem 28 maja 1982 funkcji I sekretarza Komitetu Wojewódzkiego PZPR w Poznaniu. Na IX Nadzwyczajnym Zjeździe PZPR 21 lipca 1981 został wybrany na członka Komitetu Centralnego PZPR (do stycznia 1990). Podczas Krajowej Konferencji Delegatów PZPR w dniach 16–18 marca 1983 brał udział w pracach Komisji Wniosków i Rezolucji.
W latach 1985–1989 pełnił mandat posła na Sejm PRL IX kadencji z okręgu Poznań-Grunwald. Zasiadał w Komisji Edukacji Narodowej i Młodzieży. Funkcję I sekretarza Komitetu Wojewódzkiego PZPR w Poznaniu pełnił do czasu rozwiązania tej partii w styczniu 1990. W kwietniu 1990 pożegnany oficjalnie przez Ministerstwo Obrony Narodowej gen. armii Floriana Siwickiego w związku z zakończeniem zawodowej służby wojskowej. W stan spoczynku przeniesiony 26 lutego 1991 na podstawie rozkazu Ministra Obrony Narodowej.
Został pochowany 6 lipca 2023 na cmentarzu Miłostowo w Poznaniu, w Kwaterze Lotników.

## Awanse
W trakcie wieloletniej służby w ludowym Wojsku Polskim otrzymywał awanse na kolejne stopnie wojskowe:
- chorąży – 1950
- podporucznik – 1951
- porucznik – 1952
- kapitan – 1954
- major – 1963
- podpułkownik – 1968
- pułkownik – 1973
- generał brygady – 1977

## Życie prywatne
Pochodził z Lubelszczyzny. Był synem Stanisława (1907–1984, robotnika) i Anieli z domu Misiakowskiej (1903–1964). Miał cztery siostry. Mieszkał w Poznaniu. Od 1954 był żonaty z Jadwigą Łukasik z domu Zych (zm. 2012), mieli syna i córkę.

## Ordery i odznaczenia (lista niepełna)
- Wpis do „Honorowej Księgi Czynów Żołnierskich” (1974)
- Krzyż Komandorski Orderu Odrodzenia Polski (1980)
- Krzyż Kawalerski Orderu Odrodzenia Polski (1973)
- Złoty Krzyż Zasługi (1968)
- Srebrny Krzyż Zasługi (1952)
- Medal 10-lecia Polski Ludowej
- Medal 30-lecia Polski Ludowej
- Medal 40-lecia Polski Ludowej
- Złoty Medal „Siły Zbrojne w Służbie Ojczyzny”
- Srebrny Medal „Siły Zbrojne w Służbie Ojczyzny”
- Brązowy Medal „Siły Zbrojne w Służbie Ojczyzny”
- Złoty Medal „Za zasługi dla obronności kraju”
- Srebrny Medal „Za Zasługi dla Obronności Kraju”
- Brązowy Medal „Za Zasługi dla Obronności Kraju”
- Złota Odznaka „Za Zasługi dla Obrony Cywilnej”
- Medal Komisji Edukacji Narodowej (1976)[6]
- Brązowa Odznaka „Za zasługi w ochronie porządku publicznego” (1974)[7]
- inne odznaczenia i wyróżnienia